# 둥강구

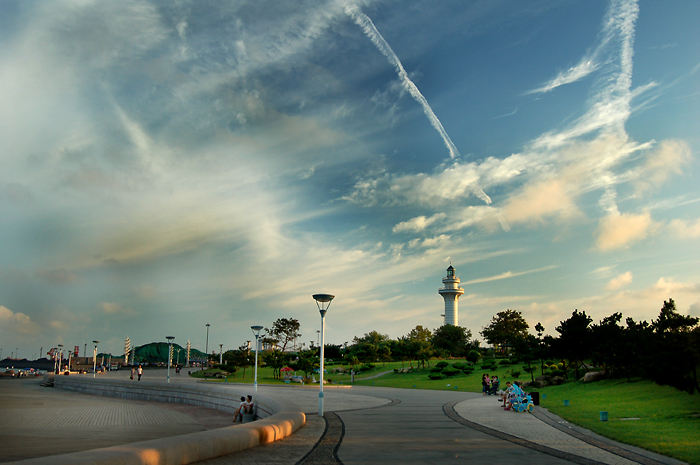

둥강구(한국어: 동항구, 중국어: 东港区, 병음: Dōnggǎng Qū)는 중화인민공화국 산둥성 르자오 시의 현급 행정구역이다. 넓이는 1,156km2이고, 인구는 2007년 기준으로 800,000명이다.

## 행정 구역
5개 가도, 7개 진을 관할한다.
- 가도: 日照街道 石臼街道 奎山街道 秦楼街道 北京路街道
- 진: 西湖镇 河山镇 三庄镇 两城镇 陈疃镇 南湖镇 涛雒镇.